# Ucú
Ucú es una localidad del estado de Yucatán, México, cabecera del municipio homónimo, ubicada en la parte noroeste de dicho estado peninsular y perteneciente a la zona metropolitana de Mérida.

## Localización
El poblado de Ucú se encuentra al nor-poniente de Mérida, aproximadamente a 20 km de distancia.

## Toponimia
El vocablo maya Ucú significa etimológicamente en lengua maya, lugar de las 7 lunas, por derivarse de las voces uc, contracción de uuc', siete y ú, luna.
También se interpreta como “paloma torcaza (o silvestre)” que igual proviene del maya úukum y se encuentra en el escudo oficial del municipio.

## Datos históricos
Sobre la fundación de Ucú no hay datos exactos. Perteneció al cacicazgo de Ah Canul antes de la conquista de Yucatán, y después de ésta permaneció bajo el régimen de las encomiendas, entre las cuales se pueden mencionar la de Doña Francisca Rodríguez Vicario. 
En 1825 la población de Ucú se integró al partido de Mérida, y años después al partido de Hunucmá.
En 1925 Ucú se erige en municipio libre.

## Sitios de interés turístico
En la localidad de Ucú y sus cercanías hay yacimientos arqueológicos de la cultura maya precolombina (dentro de la misma población y en  Tisikul) que pueden ser visitados, de hecho, la iglesia principal fue edificada sobre un basamento maya.

## Galería

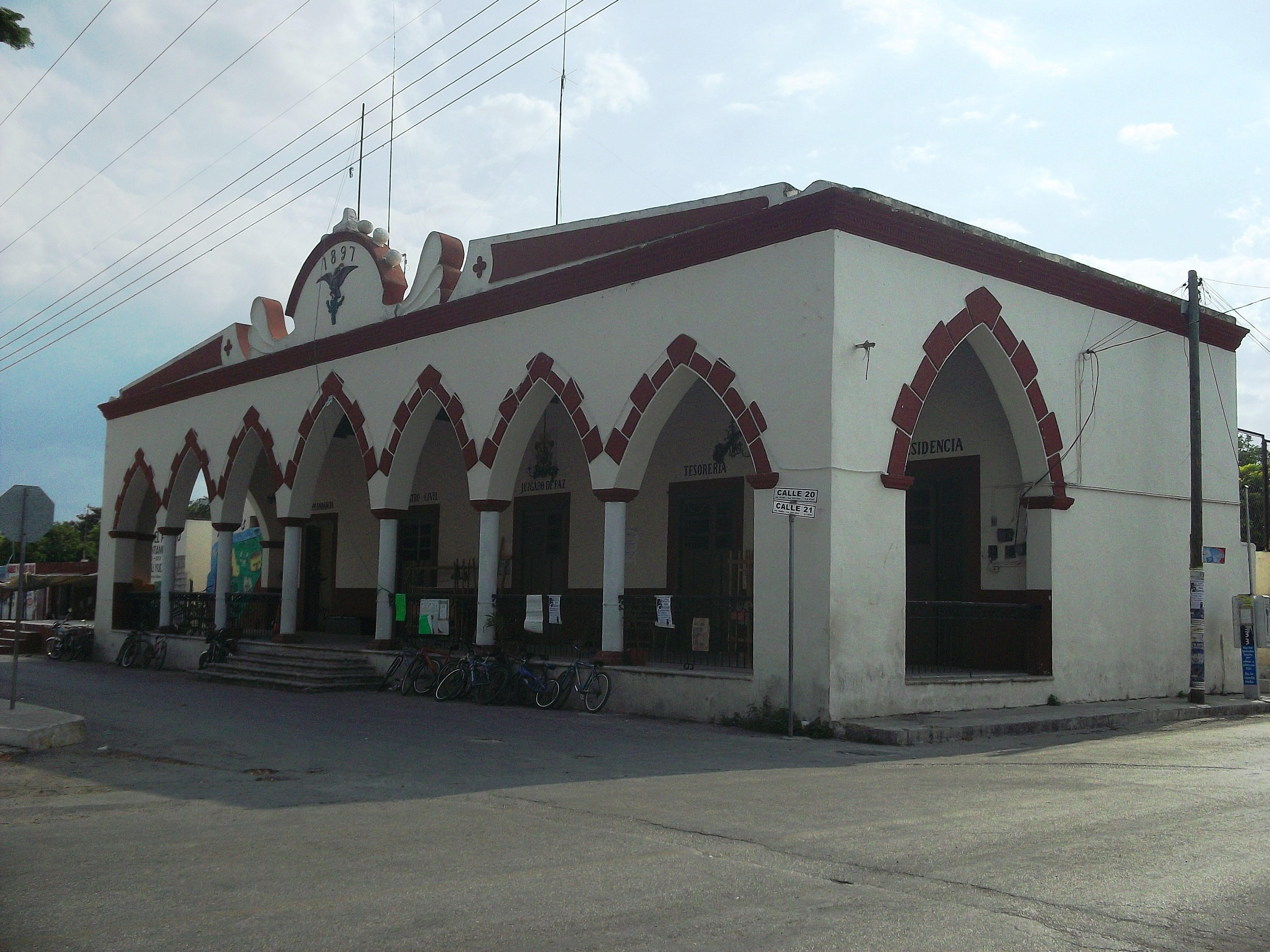
Palacio municipal de Ucú.
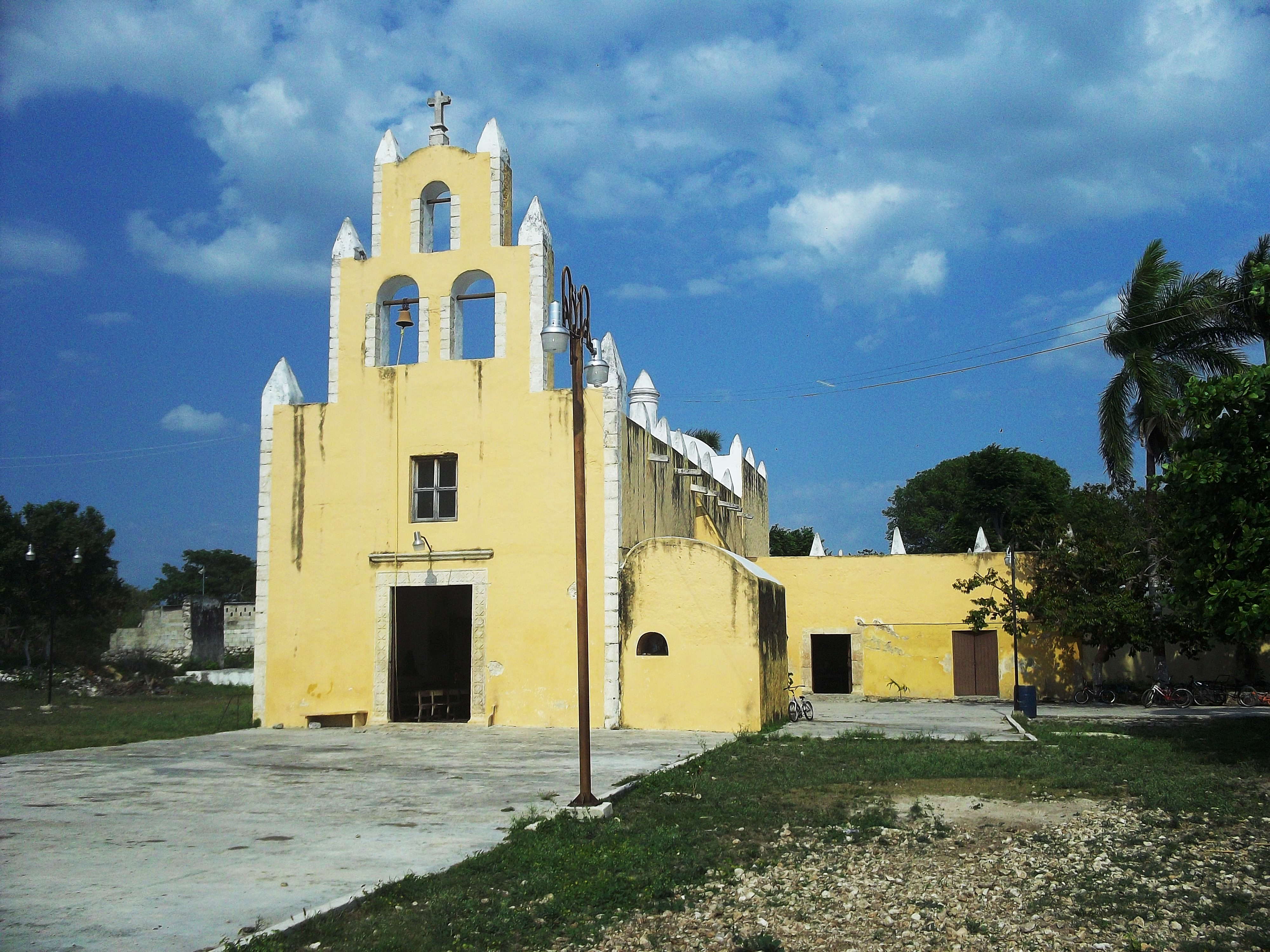
Iglesia principal de Ucú.
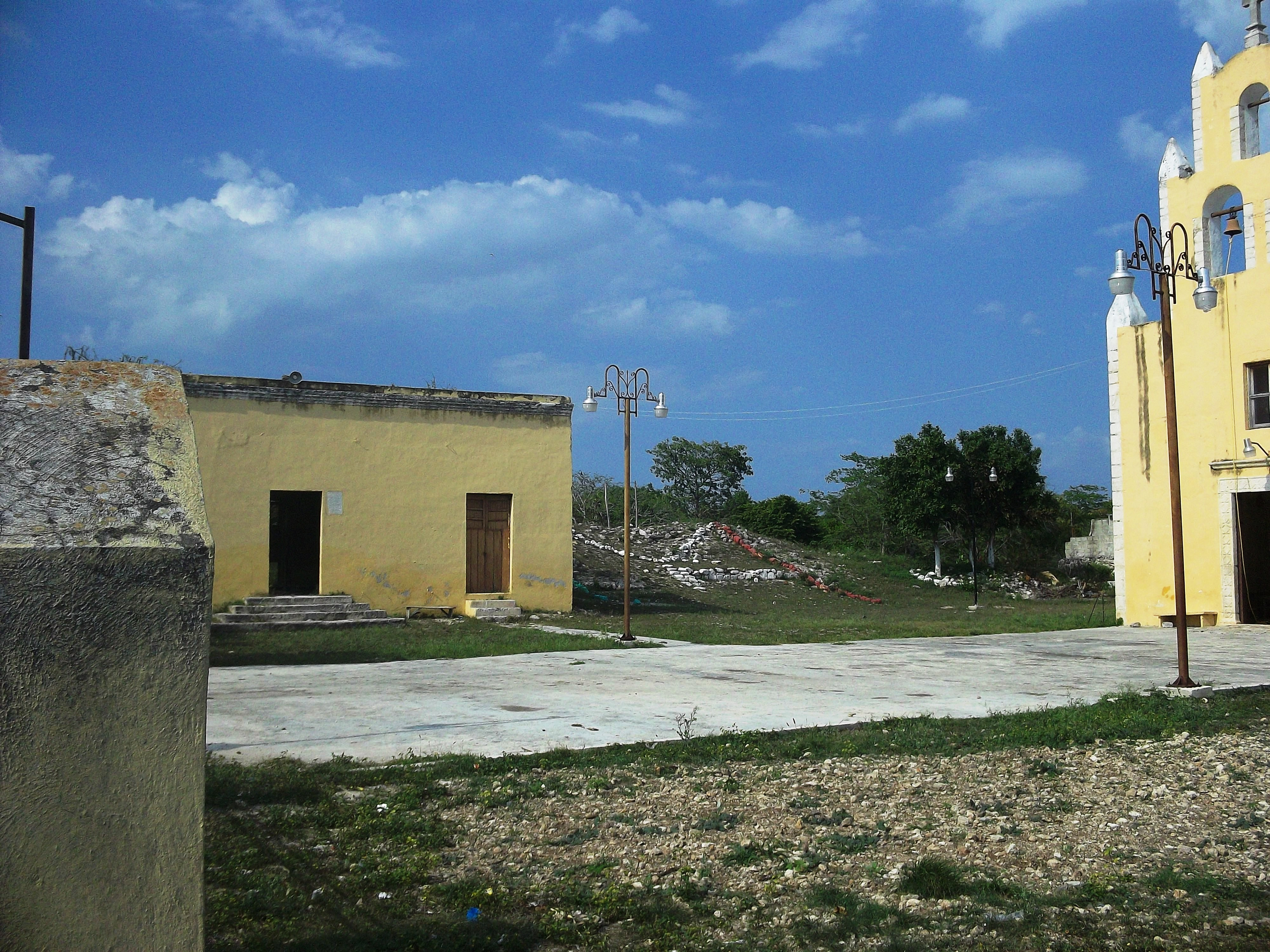
Iglesia principal y vestigios arqueológicos de Ucú.